# Sena Miyake
Sena Miyake (jap. 三宅 星南 Miyake Sena; ur. 26 marca 2002 w Okayamie) – japoński łyżwiarz figurowy, startujący w konkurencji solistów. 

## Osiągnięcia
| Zawody                                | 11–12          | 12–13          | 13–14          | 14–15          | 15–16          | 16–17          | 17–18          | 18–19          | 19–20          | 20–21          | 21–22          | 22–23          |                |                |                |                |                |                |
| Międzynarodowe                        | Międzynarodowe | Międzynarodowe | Międzynarodowe | Międzynarodowe | Międzynarodowe | Międzynarodowe | Międzynarodowe | Międzynarodowe | Międzynarodowe | Międzynarodowe | Międzynarodowe | Międzynarodowe | Międzynarodowe | Międzynarodowe | Międzynarodowe | Międzynarodowe | Międzynarodowe | Międzynarodowe |
| ------------------------------------- | -------------- | -------------- | -------------- | -------------- | -------------- | -------------- | -------------- | -------------- | -------------- | -------------- | -------------- | -------------- | -------------- | -------------- | -------------- | -------------- | -------------- | -------------- |
| Mistrzostwa czterech kontynentów      |                |                |                |                |                |                |                |                |                |                | 4              |                |                |                |                |                |                |                |
| GP Grand Prix de France               |                |                |                |                |                |                |                |                |                |                |                | TBD            |                |                |                |                |                |                |
| GP NHK Trophy                         |                |                |                |                |                |                |                |                |                | 9              |                |                |                |                |                |                |                |                |
| GP Skate America                      |                |                |                |                |                |                |                |                |                |                |                | 8              |                |                |                |                |                |                |
| CS Ice Challenge                      |                |                |                |                |                |                |                |                |                |                | 7              |                |                |                |                |                |                |                |
| Coupe du Printemps                    |                |                |                |                |                |                |                | 1              |                |                |                |                |                |                |                |                |                |                |
| Międzynarodowe: Kategorie młodzieżowe |                |                |                |                |                |                |                |                |                |                |                |                |                |                |                |                |                |                |
| Mistrzostwa świata juniorów           |                |                |                |                |                |                | 18             |                |                |                |                |                |                |                |                |                |                |                |
| JGP we Włoszech                       |                |                |                |                | 8              |                |                |                | 10             |                |                |                |                |                |                |                |                |                |
| JGP w Kanadzie                        |                |                |                |                |                |                |                | 10             |                |                |                |                |                |                |                |                |                |                |
| JGP w Austrii                         |                |                |                |                |                |                | 8              |                |                |                |                |                |                |                |                |                |                |                |
| JGP na Łotwie                         |                |                |                |                | 8              |                |                |                |                |                |                |                |                |                |                |                |                |                |
| JGP w Japonii                         |                |                |                |                |                | 11             |                |                |                |                |                |                |                |                |                |                |                |                |
| Asian Open Trophy                     |                |                |                | 2 N            |                |                | 1 J            |                |                |                |                |                |                |                |                |                |                |                |
| Krajowe                               |                |                |                |                |                |                |                |                |                |                |                |                |                |                |                |                |                |                |
| Mistrzostwa Japonii                   |                |                |                |                |                | 9              | 11             | 17             |                | 10             | 6              |                |                |                |                |                |                |                |
| Mistrzostwa Japonii juniorów          |                |                | 28             | 30             | 9              | 6              | 2              | 6              | 7              | 3              |                |                |                |                |                |                |                |                |
| Mistrzostwa Japonii novice            | 7 B            | 6 B            | 2 A            | 1 A            |                |                |                |                |                |                |                |                |                |                |                |                |                |                |
| Zawody drużynowe                      |                |                |                |                |                |                |                |                |                |                |                |                |                |                |                |                |                |                |
| Japan Open                            |                |                |                |                |                |                |                |                |                |                | 2 T 6 P        |                |                |                |                |                |                |                |